# FloraBase
FloraBase je veřejně přístupná webová databáze květeny západní Austrálie. Obsahuje autoritní vědecké informace o přibližně 13 000 rostlinných druhů včetně popisů, map, obrazového materiálu, informace o ohrožení druhu a detaily o nomenklatuře. Kromě toho obsahuje záznamy o téměř 1300 zavlečených druzích.
Databáze čerpá data z projektu Census of Western Australian Plants a databáze položek z Western Australian Herbarium. Je provozována organizací Western Australian Herbarium, které tvoří součást australského státního orgánu Department of Parks and Wildlife. 
FloraBase byla založena v listopadu 1998.